# 福岡県道758号藤田日吉町線
福岡県道758号藤田日吉町線（ふくおかけんどう758ごう ふじたひよしまちせん）は、福岡県久留米市を通る一般県道である。

## 概要
郊外型店舗が点在する上津藤光バイパスと交差し、ほぼ平行に通る国道3号および、国道209号の裏道として利用することもできるため、交通量は比較的多い。
そのため、久留米市西町においては、踏切による渋滞緩和のための県道高架事業が計画されているが、地域住民からは、この計画が、旧来の車優先の発想の下で進められており、地域の生活や地域コミュニティを破壊するものであると、事業推進に対する反対運動が起きている。
全線を通じて県道標識は1つもなく、国道209号と福岡県道755号安武本国分線の交差点にそとばがあるのみである。

### 路線データ
- 起点：福岡県久留米市荒木町荒木（東山交差点、福岡県道86号久留米筑後線交点）
- 終点：福岡県久留米市日吉町（日吉町交差点、国道209号交点）

## 地理

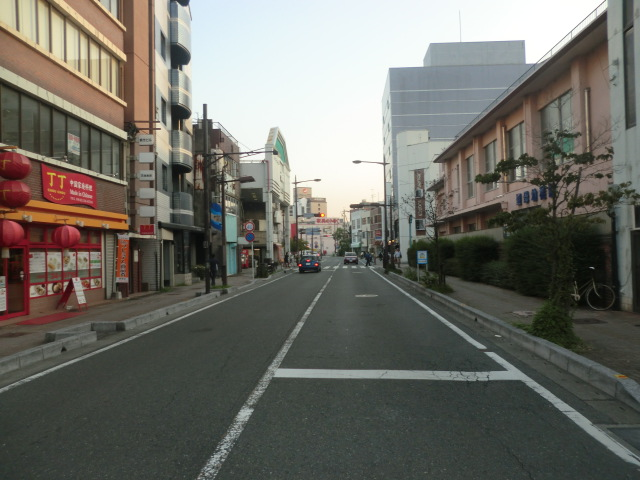
道の様子

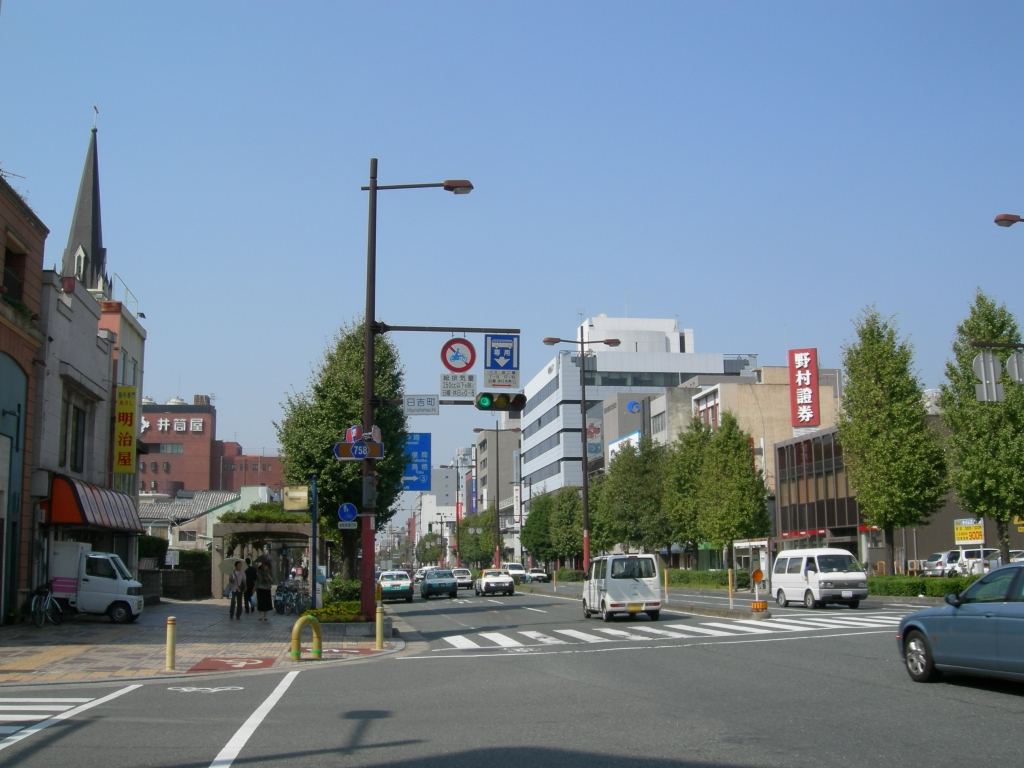
終点である日吉町交差点。
県道758号のそとばが確認できる。

### 通過する自治体
- 久留米市

### 交差する道路
| 交差する道路                                  | 交差する場所 | 交差する場所        |
| --------------------------------------------- | ------------ | ------------------- |
| 福岡県道86号久留米筑後線                      | 荒木町荒木   | 東山交差点 / 起点   |
| 都市計画道路東合川野伏間線 / 上津藤光バイパス | 本山2丁目    | 本山交差点          |
| 福岡県道755号安武本国分線                     | 西町         | 西町交差点          |
| 福岡県道753号一丁田久留米停車場線             | 花畑2丁目    | 花畑交差点          |
| 国道209号                                     | 日吉町       | 日吉町交差点 / 終点 |

### 交差する鉄道
- 久大本線
- 西鉄天神大牟田線

### 沿線
- 福岡教育大学附属久留米小学校
- JR九州久大本線 久留米高校前駅
- 西鉄天神大牟田線 花畑駅
- 東町公園